# Hacktivist
Hacktivist es una banda británica de rap metal / Djent originaria de Milton Keynes, Buckinghamshire, formada en 2011 por el guitarrista/vocalista/productor Timfy James y el rapero J Hurley después de la partida de Timfy de su anterior banda "Heart of a Coward".

## Historia
Hacktivist comenzó en 2011 cuando el exguitarrista Timfy James se alejó de su anterior banda "Heart of a Coward". James afirma que la formación de Hacktivist fue un "golpe de suerte", sin la intención de desarrollar un estilo tal, pero el grupo nació cuando su amigo J Hurley, un rapero local con poca historia en la escena del metal, comenzó la grabación de voces en algunos demos de James. Después de los demos se hicieron muy populares en línea, James decidió reclutar una alineación completa, contratando a Richard Hawking en la batería, Josh Gurner (ex-Sacred Mother Tongue) en el bajo y Ben Marvin (Excompañero de banda de James en Heart Of A Coward) como segundo vocalista. la banda comenzó a trabajar en un EP en 2012 y su canción debut "Unlike Us" alcanzó el número 2 en el Amazon UK metal chart en solo 48 horas. A pesar de ser lanzado de manera independiente el 12 de noviembre de 2012, autotitulado EP de la banda resultó ser popular en los medios de metal Metal Hammer, en particular dando cobertura significativa a la banda y una considerable cobertura radiofónica en la BBC Radio 1.
Después del lanzamiento de Hacktivist EP, la banda se puso gira para promocionarlo. En abril de 2013, el grupo lanzó una nueva canción "Elevate" con un vídeo, disponible para su descarga gratuita y esto fue seguido en agosto con un cover de "Niggas in Paris" (originalmente por Jay-Z y Kanye West). Un video de "Niggas In Paris" fue filmado durante su actuación en el Download Festival 2013.
La banda se dirigió en una gira titular en el Reino Unido durante todo el invierno de 2013, Un relanzamiento de su primer EP con 4 bonus tracks fue lanzado el 11 de noviembre de 2013. Ellos también están trabajando actualmente en un álbum que se estrenará en 2014. 
Ellos han mostrado su apoyo al colectivo de hackers Anonymous. El 4 de agosto de 2014, Hacktivist lanzó su más reciente sencillo, "False Idols", con un video musical. Un montón de referencias al activismo (especialmente hacia Anonymous) se realizan durante todo el video. En cuestión de horas la canción alcanzó el número 1 en el iTunes Metal chart. Este lanzamiento fue seguido el 12 de noviembre por "Deceive and Defy" (también acompañado de un video), con Charlie Holmes de Heart in Hand en la voz. Hacktivist luego recorrió el Reino Unido de noviembre a diciembre, con el apoyo de Dead Harts y The Hundred.
Tras el lanzamiento del sencillo "Buszy" el 17 de enero de 2016, su álbum de estudio debut Outside the Box fue lanzado el 4 de marzo de 2016.
El 20 de enero de 2017, se anunció que Hacktivist y Ben Marvin se estaban separando debido a los compromisos familiares de Ben, [6] y el rapero / vocalista Jot Maxi fue contratado como el nuevo co-vocalista.
El 31 de mayo de 2017 se lanzó el sencillo '2 Rotten' con un video que lo acompaña. La canción era esencialmente un remix más pesado de la canción 'Rotten' de Outside the Box, pero Jot Maxi asumió un papel principal en comparación con las 16 barras que tenía en el original. El sencillo fue bien recibido a pesar de que el video no logró tantas visitas en YouTube como los lanzamientos anteriores, y el censo general en las redes sociales es que Jot es una adición bienvenida a la banda y que los fanáticos esperan ansiosamente un segundo álbum.
El 28 de marzo de 2018 se anunció que Hacktivist y Timfy James se habían separado. Después de esto, la banda reclutó a James Hewitt (de las bandas 'Invocation' y 'Exist Immortal') como su nuevo guitarrista y productor con un anuncio oficial hecho el 19 de enero de 2019. Hewitt había estado tocando en vivo y escribiendo material nuevo con el banda desde junio de 2018. [7] Como resultado, Josh Gurner proporciona las voces limpias después de la partida de Timfy James.
La banda se embarcó en una gira principal por el Reino Unido en enero / febrero de 2019 y lanzó los sencillos 'Reprogram' con el video adjunto el 10 de abril de 2019. y "Dogs Of War" el 6 ago. del 2019

## Estilo musical e influencias
La música de Hacktivist es una mezcla de varios estilos diferentes. Ellos se caracterizan por el uso de guitarras de 8 cuerdas y bajos de 6 cuerdas para lograr un sonido extremadamente bajo, sintonizado, distorsionado y oscuro, similar a bandas del movimiento djent, sus voces son principalmente de estilo rap, aunque también hacen uso de la voz melódica y voces ásperas ocasionales. Sus letras son colectivamente escritas por la banda, son conocidos por su mensajes impulsados por motivos políticos y temas como el anarquismo, teorías de conspiración, la corrupción gubernamental, la violencia anti-armas, la unidad contra la opresión y otras cuestiones sociales y económicas.
Timfy James ha declarado en entrevistas que a pesar de que le gusta la música técnica, que no tenía intención de escribir "música de los músicos" para Hacktivist. En cambio, él quería que fuera un proyecto que podría cruzar fronteras musicales y de interés para aquellos que normalmente no les gusta el hip-hop, rap o metal.
Debido a su estilo musical y lírico, ellos han sido comparados con Meshuggah, Tesseract, Limp Bizkit y Rage Against the Machine, y son a menudo clasificados como metal progresivo y rap metal.

## Miembros
Actuales
- Jermaine 'J' Hurley – rapping (2011–present)
- Josh Gurner – bass (2011–present), clean vocals (2018–present)
- Richard Hawking – drums (2011–present)
- Jordan "jj" Olifent - rapping, unclean vocals (2023-present)
- James Hewitt – guitars, programming (2018–present)

Pasados
- Ben Marvin – rapping, unclean vocals (2011–2017)
- Tim 'Timfy James' Beazley – guitars, clean vocals, programming (2011–2018)
- Jot Maxi - rapping, unclean vocals (2017-2023)

## Discografía
Extended Plays
- Hacktivist (2012, autoeditado; 2013, Wake to Reality/PIAS Recordings)
- Over Throne (2017, UNFD Central/Rise Records)

Álbumes
- Outside the Box (2016, UNFD Central/Rise Records)
- Hyperdialect (2021, UNFD Central)

Videos musicales
- Cold Shoulders (2012)
- Unlike Us (2012)
- Hacktivist (2012)
- Elevate (2013)
- Niggas In Paris (cover de Jay-Z y Kanye West) (2013)
- False Idols (2014)
- Deceive and Defy (2014)
- Buszy (2016)
- Taken (feat. Rou Reynolds of Enter Shikari) (2016)
- Hate (2016)
- No Way Back (2017)
- 2 Rotten (2017)
- SPITFIRE [The Prodigy Cover] (2019)
- Reprogram (2019)
- Dogs Of War (2019)
- "Armoured Core" (2020, Feat. Kid Bookie)
- "I Ain't Depressed" (2020, with Dropout Kings)
- "Planet Zero" (2021)
- "Hyperdialect" (2021)
- "Rep The H!" (2023)